# Aedes dobodurus
Aedes dobodurus är en tvåvingeart som beskrevs av King och Harry Hoogstraal 1946. Aedes dobodurus ingår i släktet Aedes och familjen stickmyggor. Inga underarter finns listade i Catalogue of Life.